# Effelsberg
El Radiotelescopio de Effelsberg está situado a unos 1,3 km al noreste de la aldea de Effelsberg, al sudeste de la ciudad de Bad Münstereifel en el Distrito de Euskirchen, en la parte meridional del estado federal de Renania del Norte-Westfalia (Alemania).
Desde su inauguración en 1972, el radiotelescopio de 100 metros de Effelsberg es uno de los más grandes telescopios completamente dirigibles del mundo. Opera a longitudes de onda de entre unos 3.6 mm a 90 cm. El telescopio es operado por el Instituto Max Planck de Radio Astronomía en Bonn, Alemania (parte de la Sociedad Max Planck). Durante cerca de 30 años fue el telescopio dirigible más grande del mundo, hasta la puesta en servicio del Telescopio de Green Bank en Green Bank (Virginia Occidental).

## Imágenes

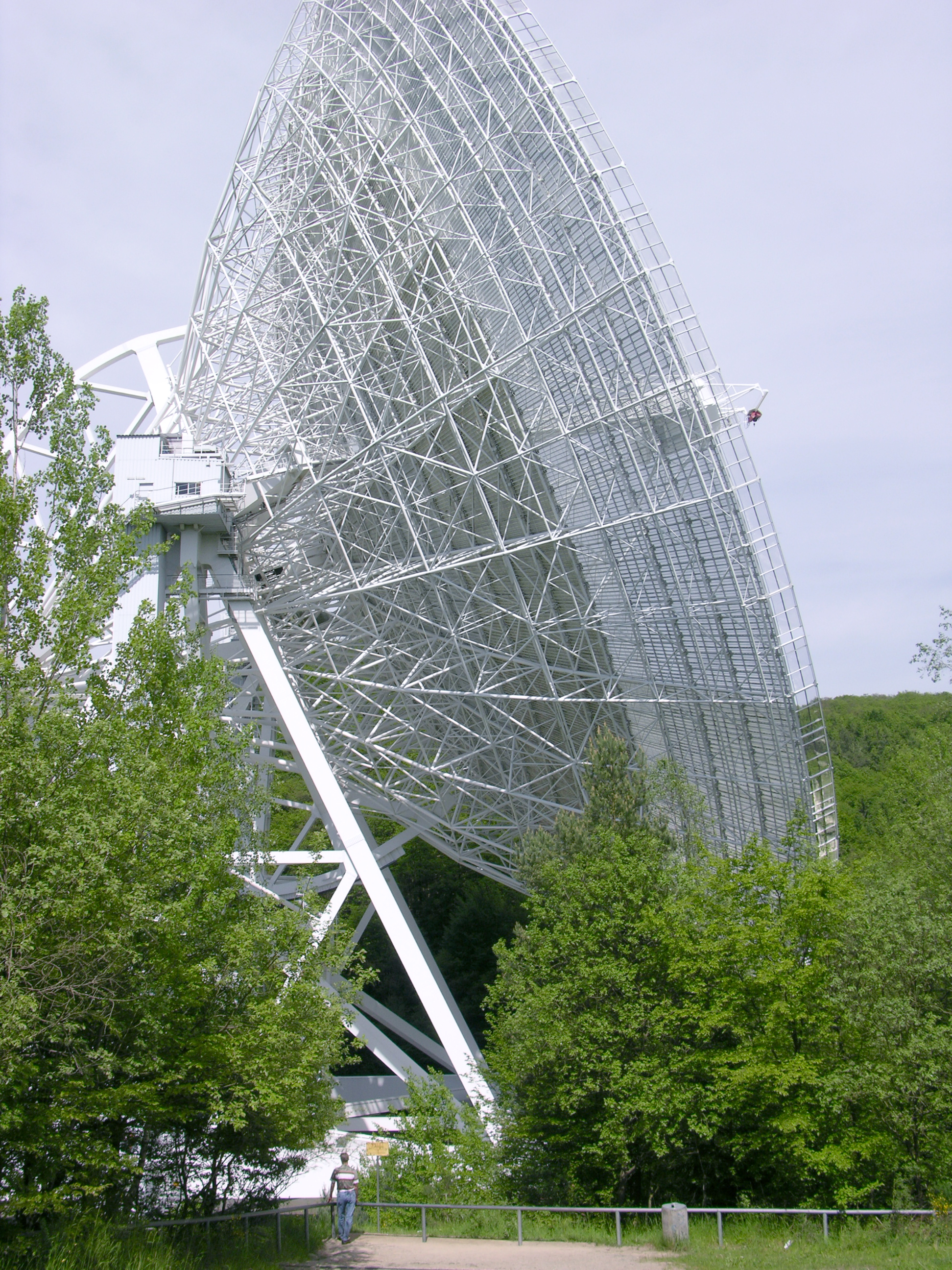
Vista posterior
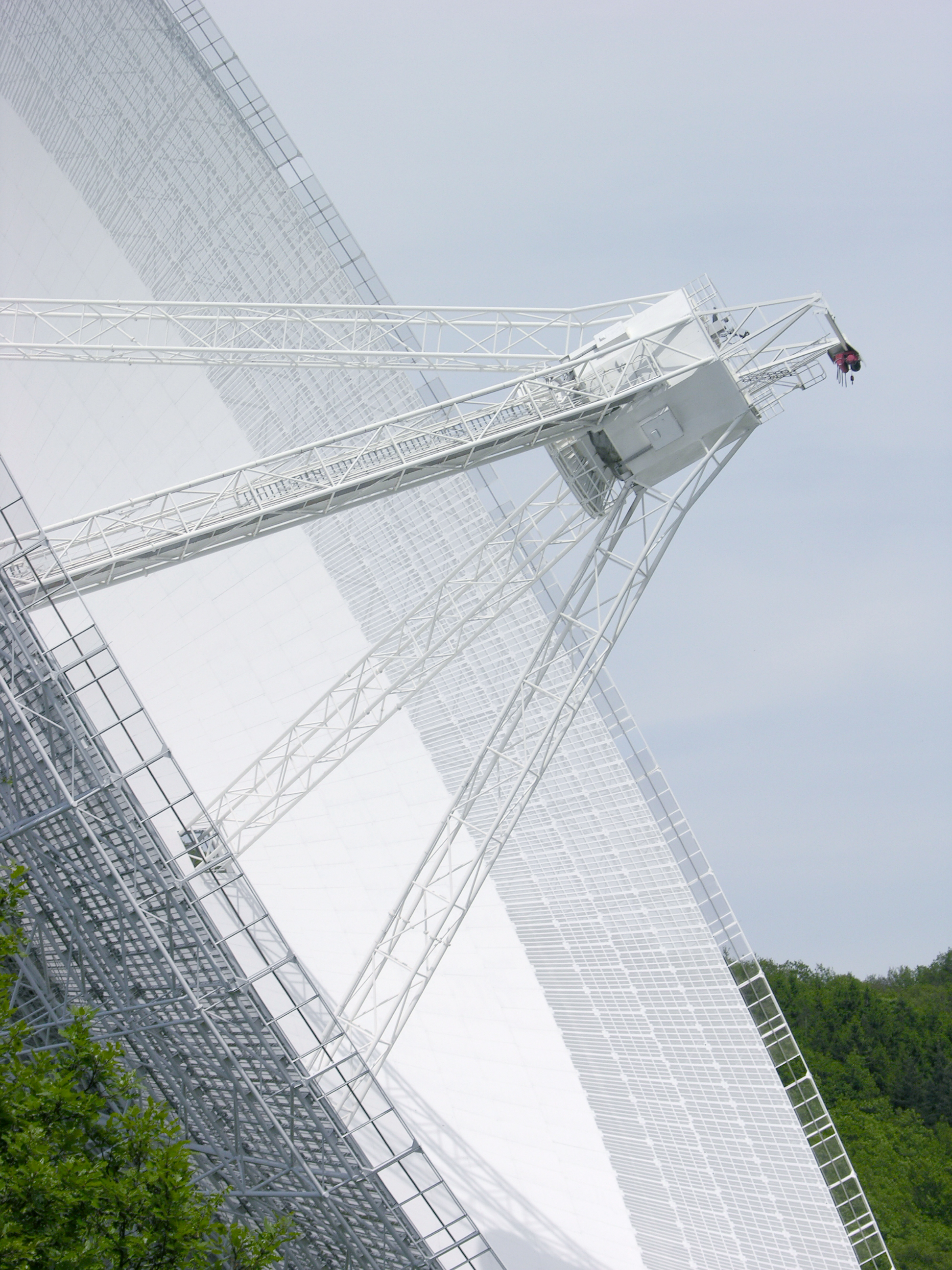
Foco principal
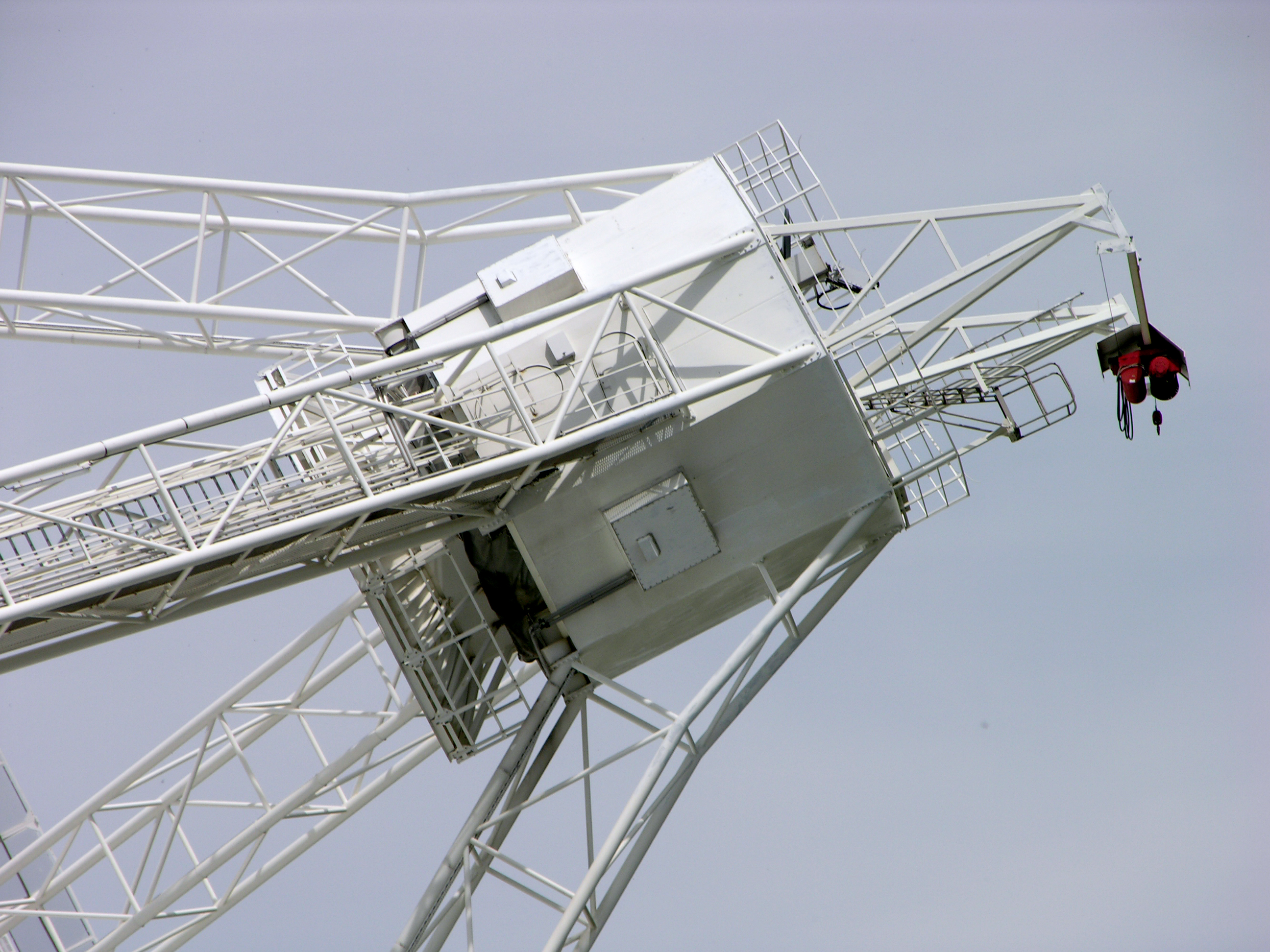
Foco principal de cerca

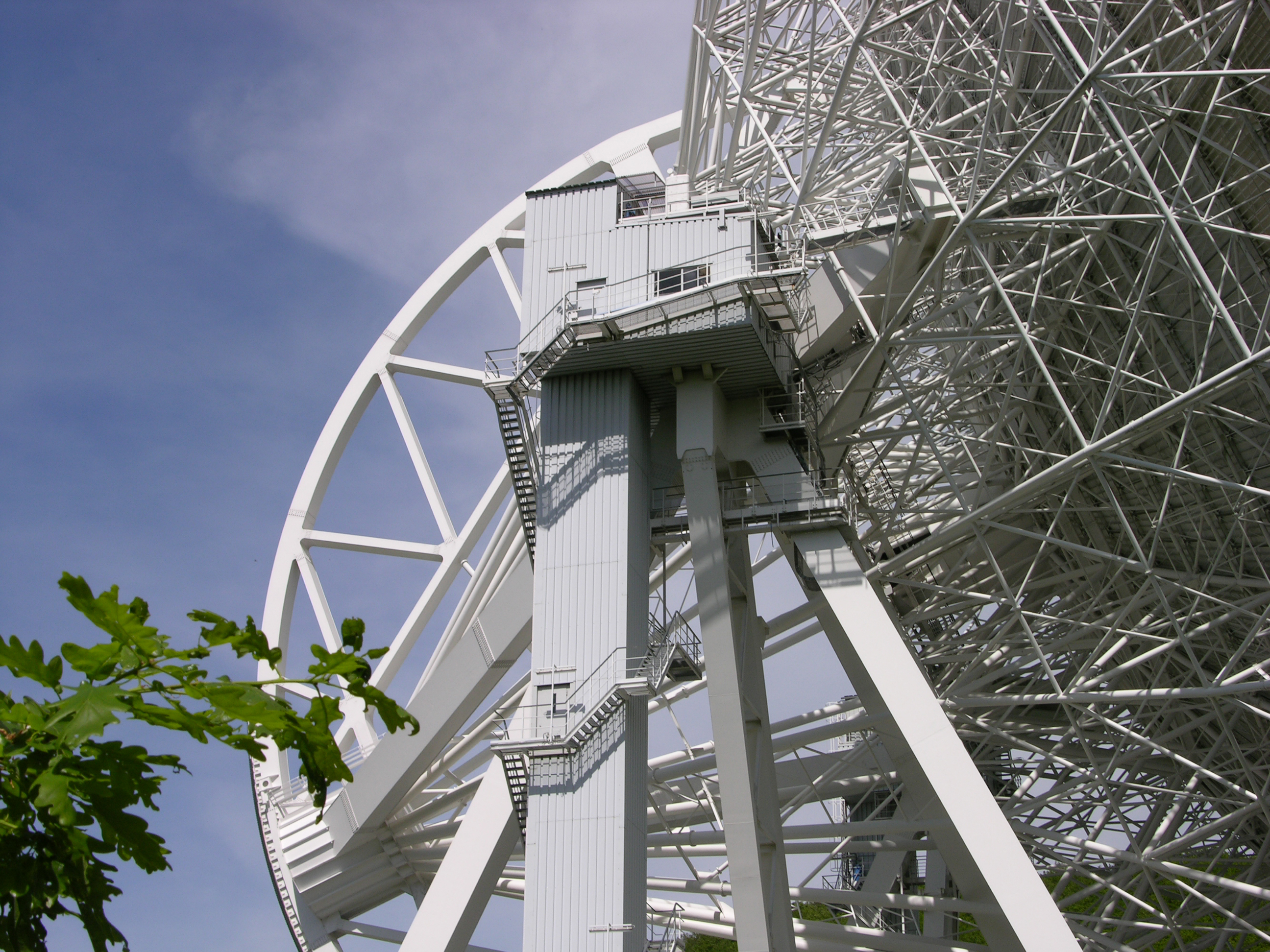
Torre central
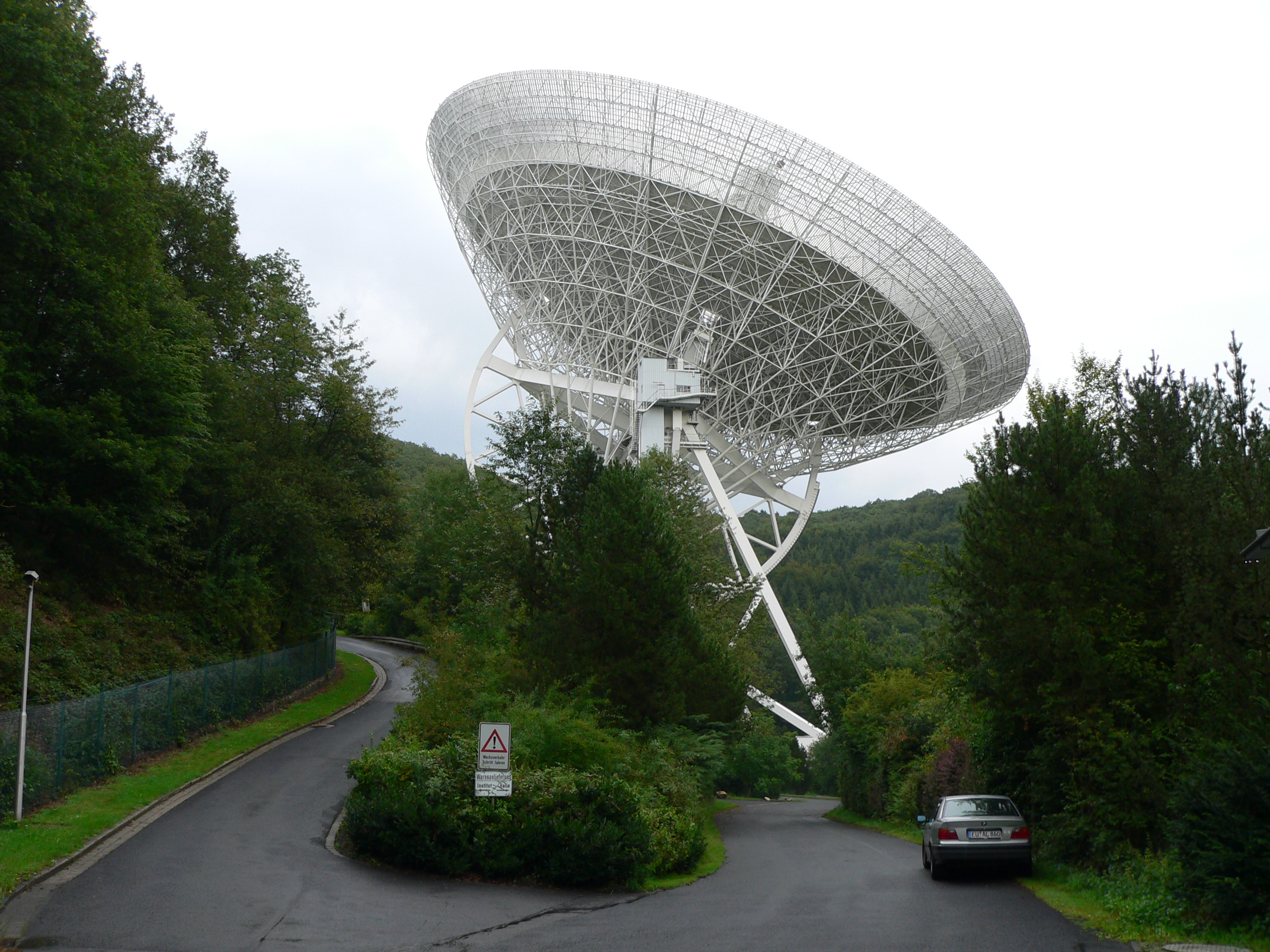
Vista completa
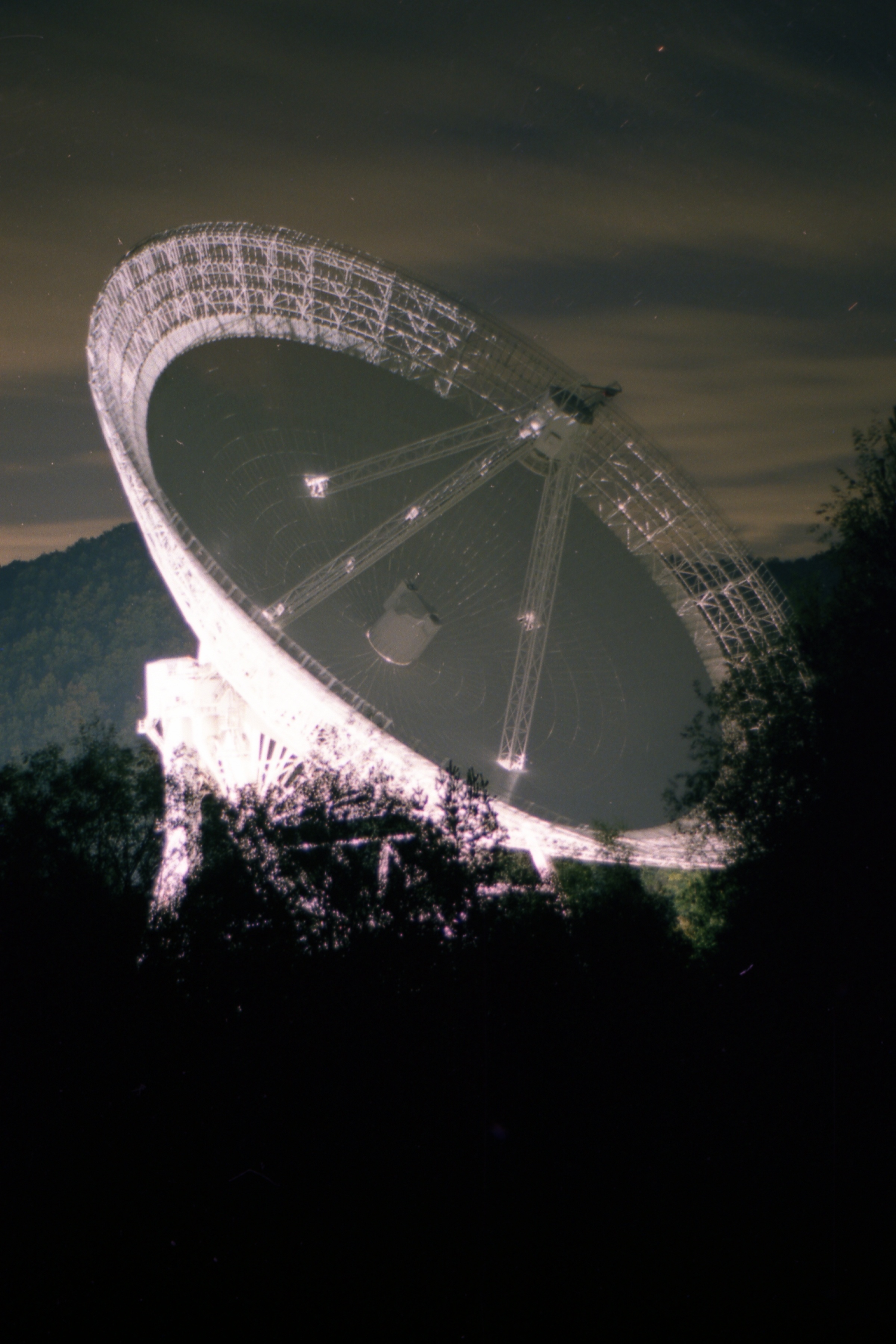
De noche

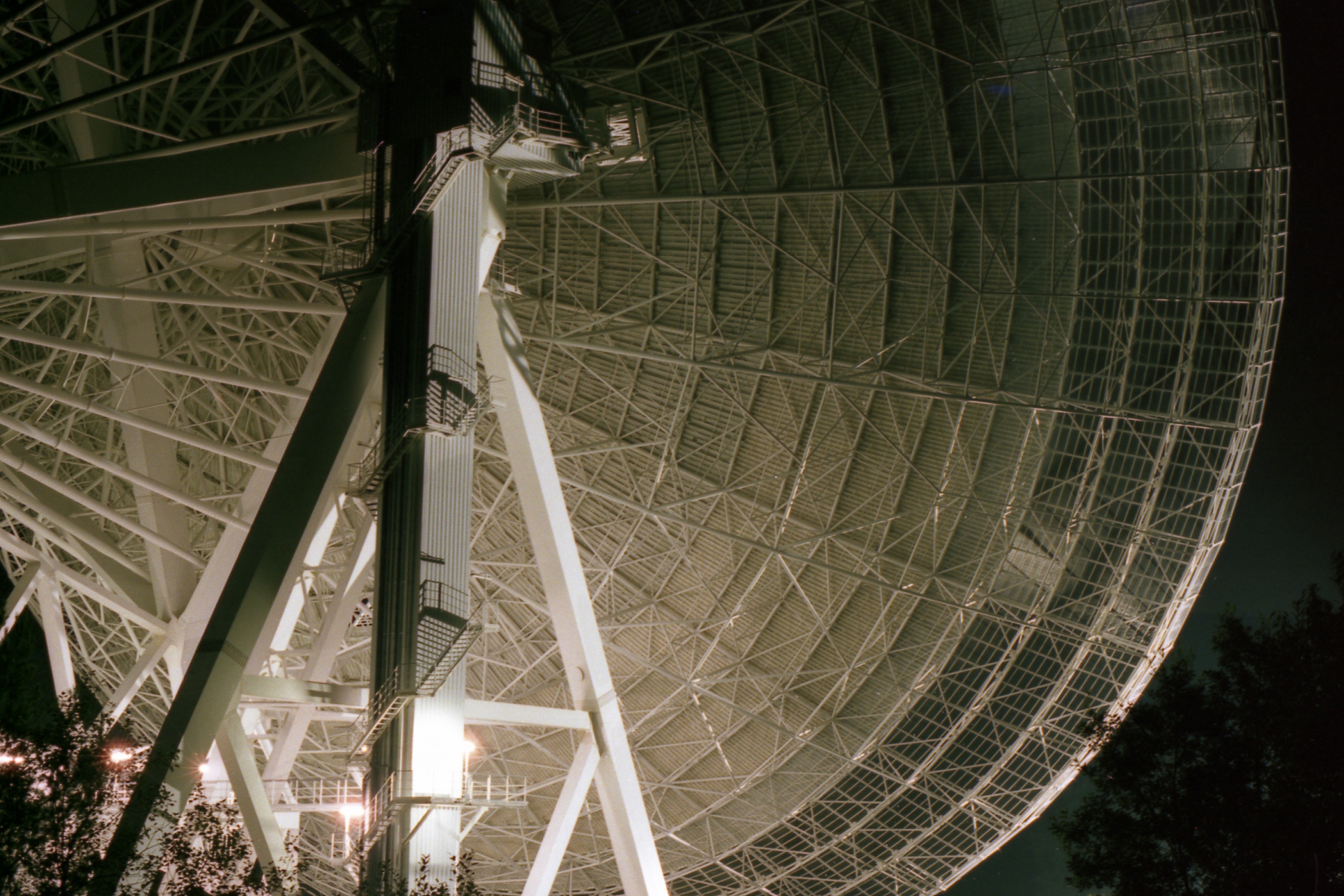
Detalle de noche
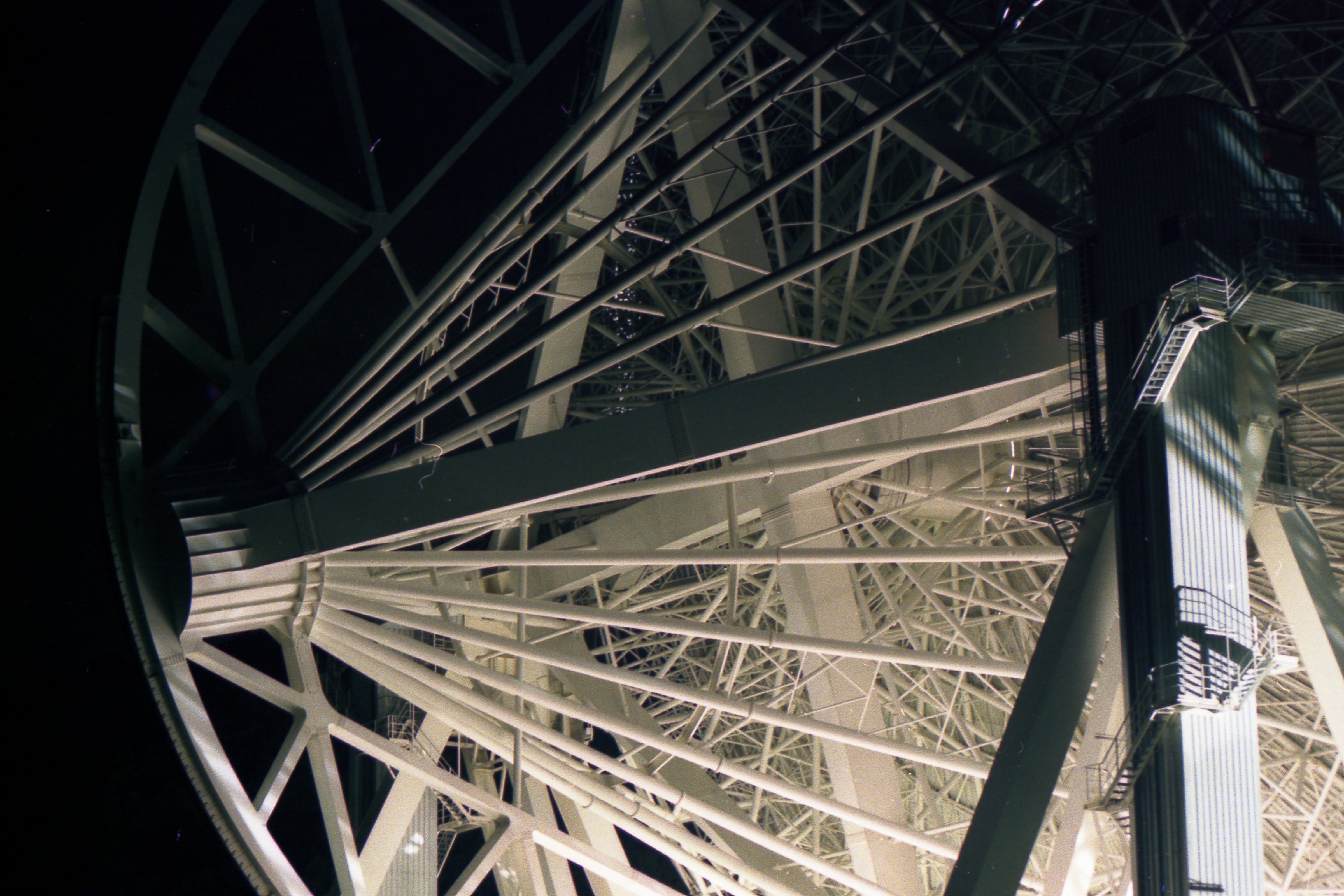
Detalle de noche

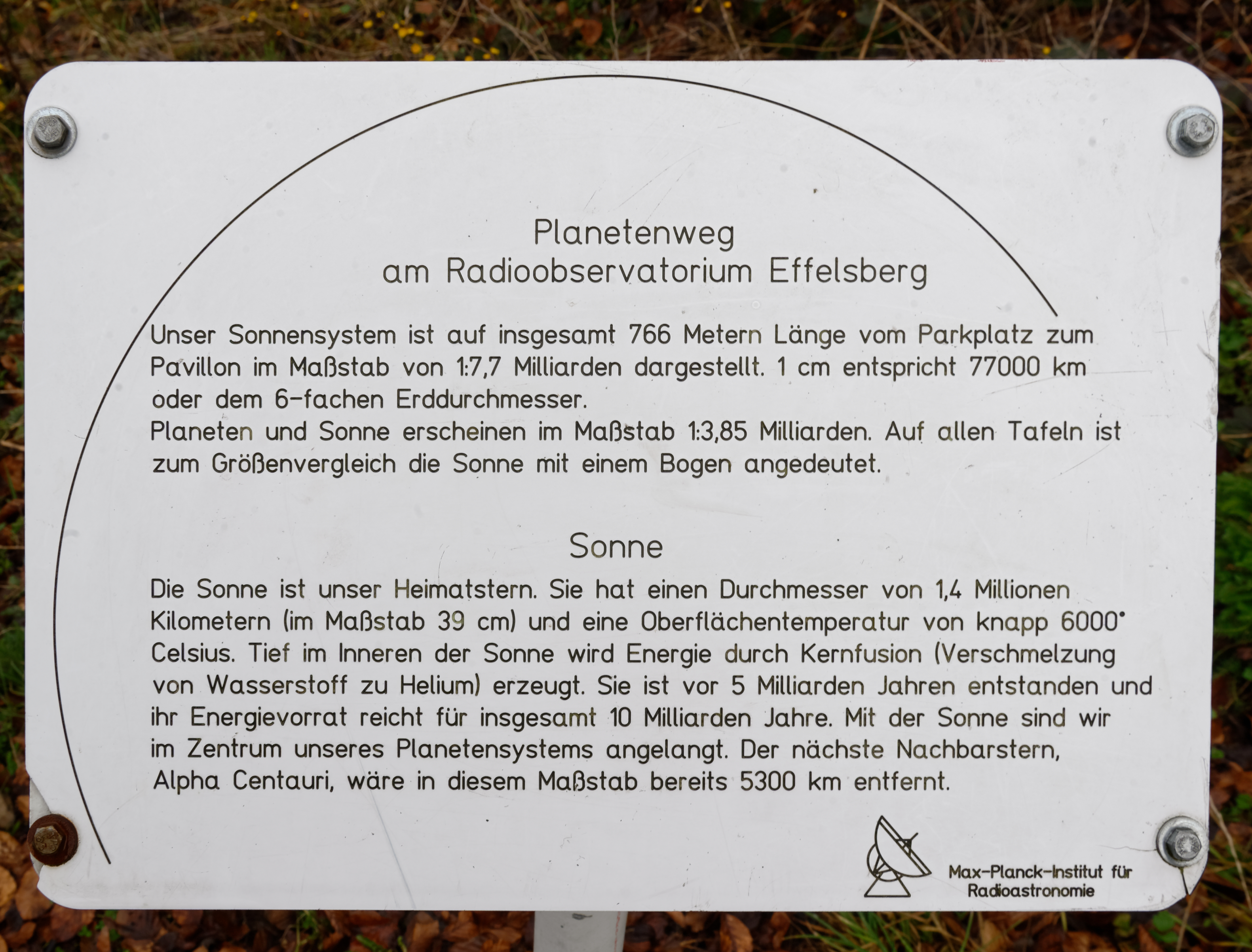
Sonne
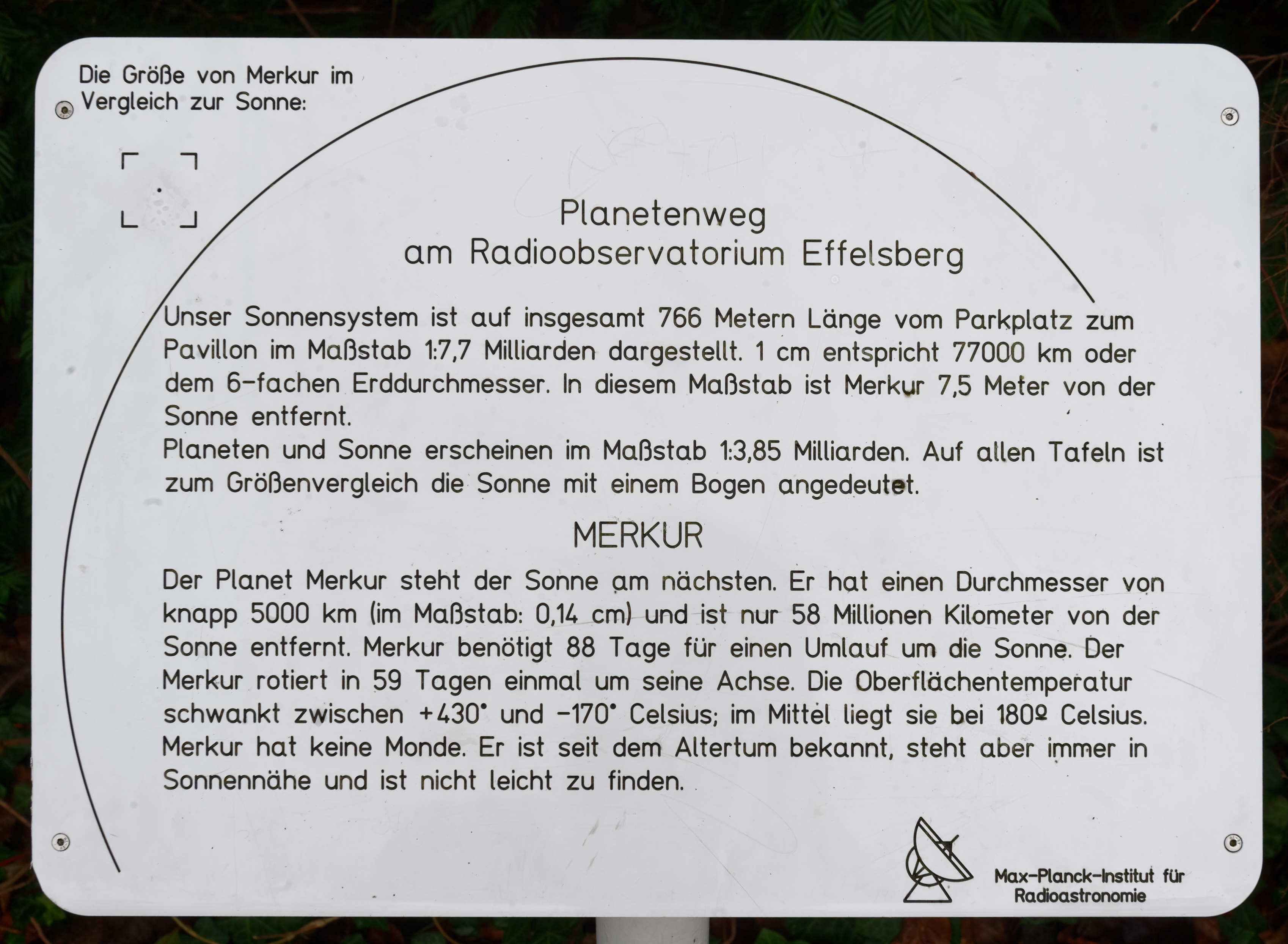
Merkur (Planet)
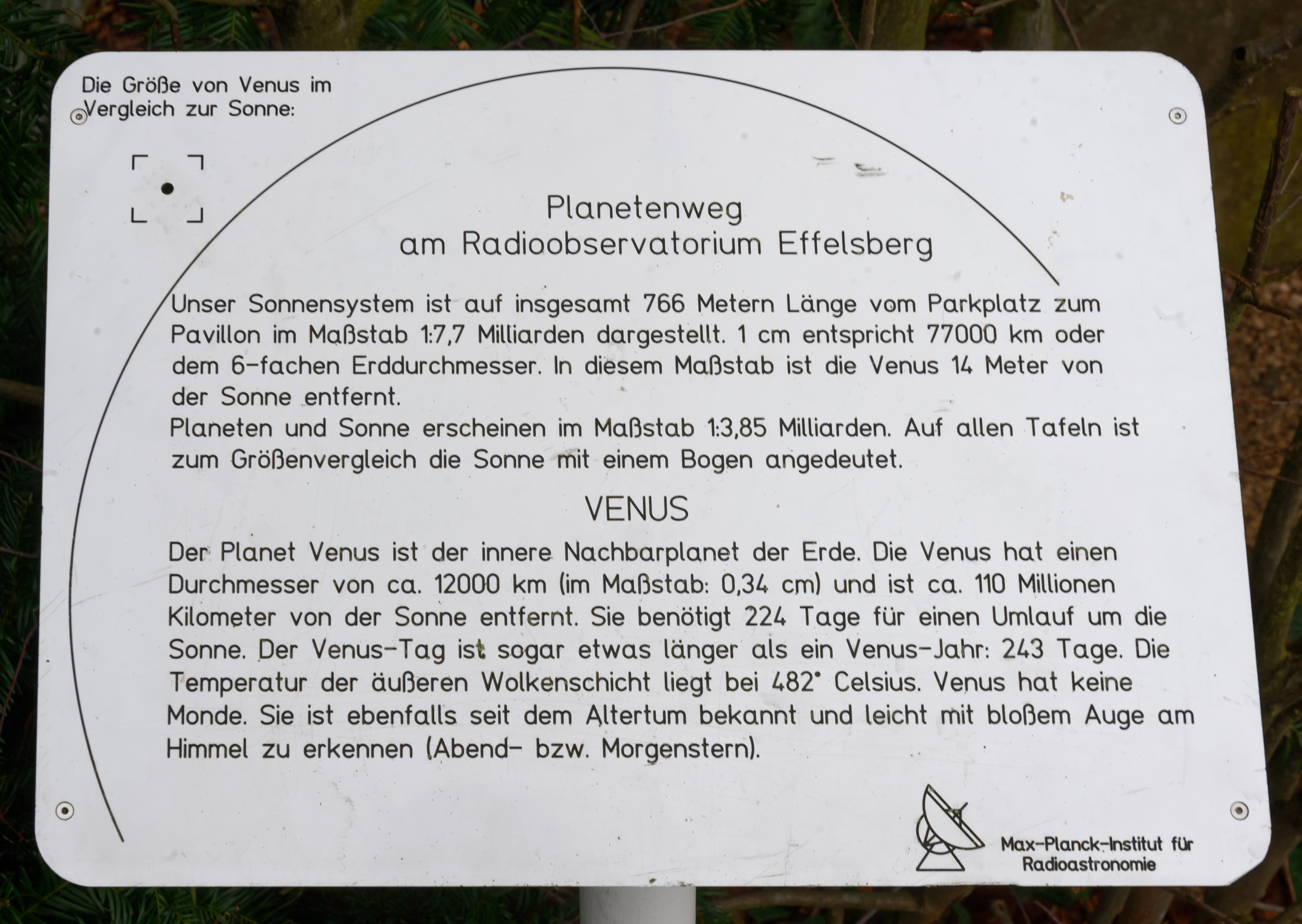
Venus (Planet)
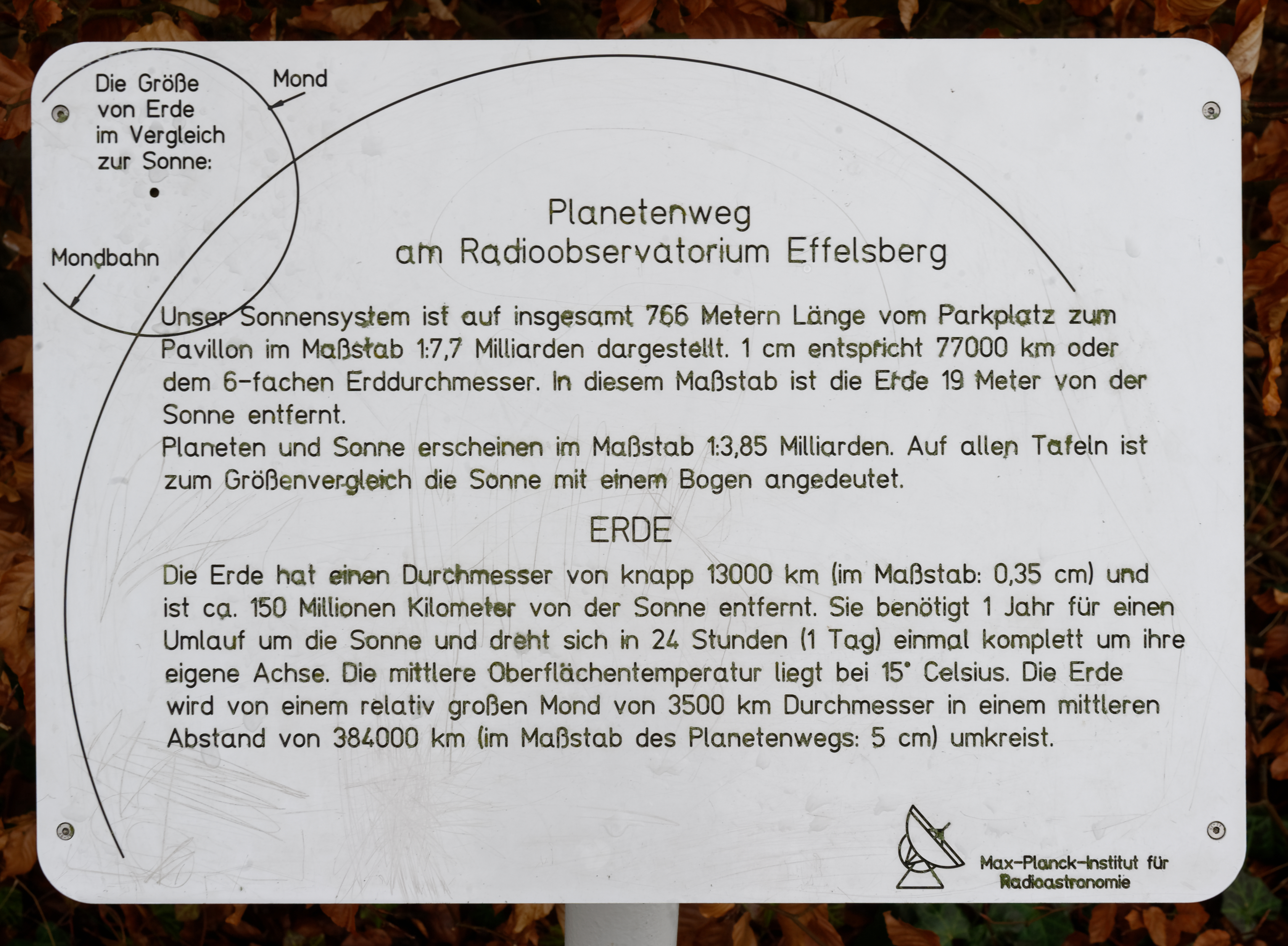
Erde
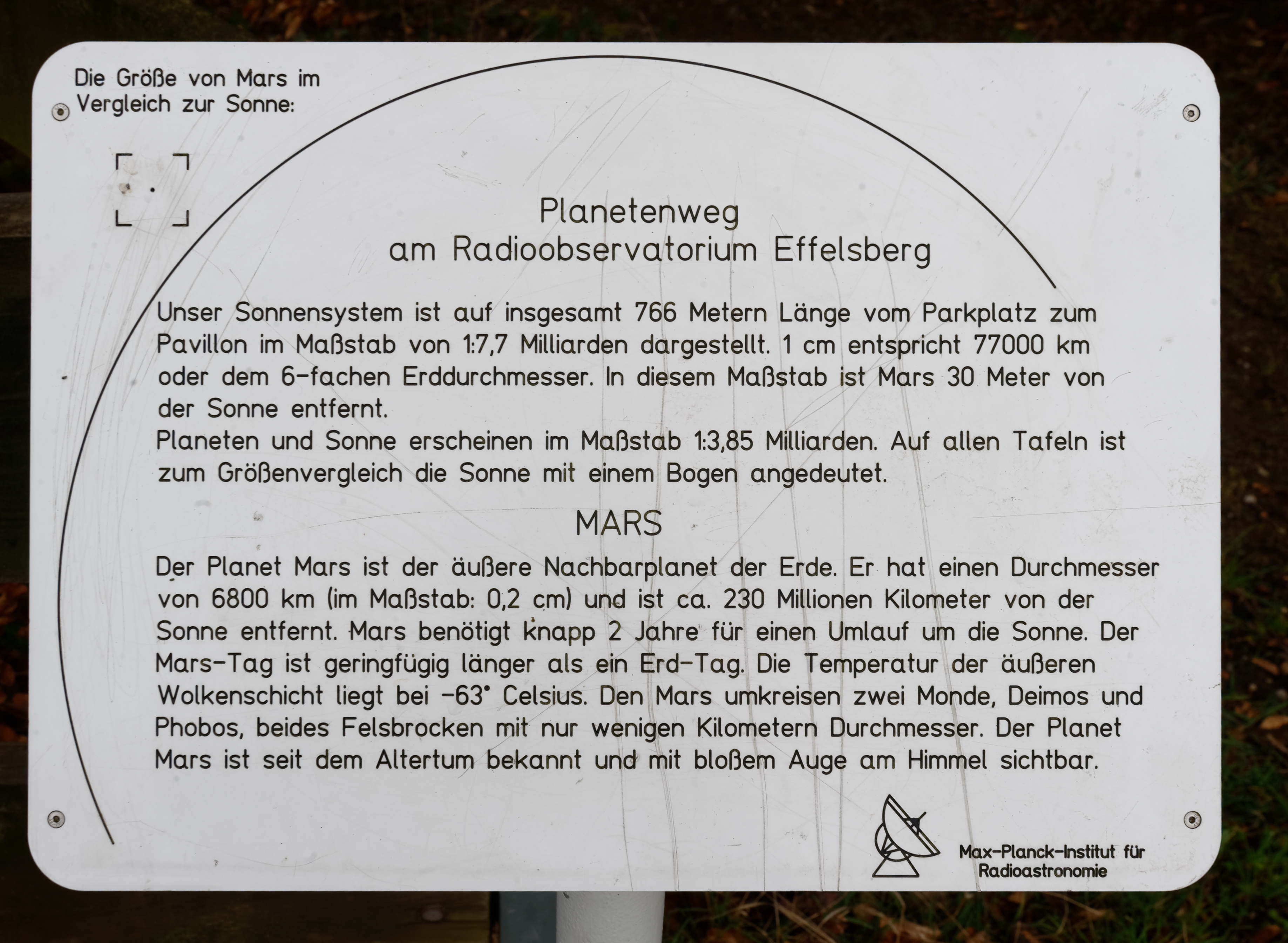
Mars (Planet)
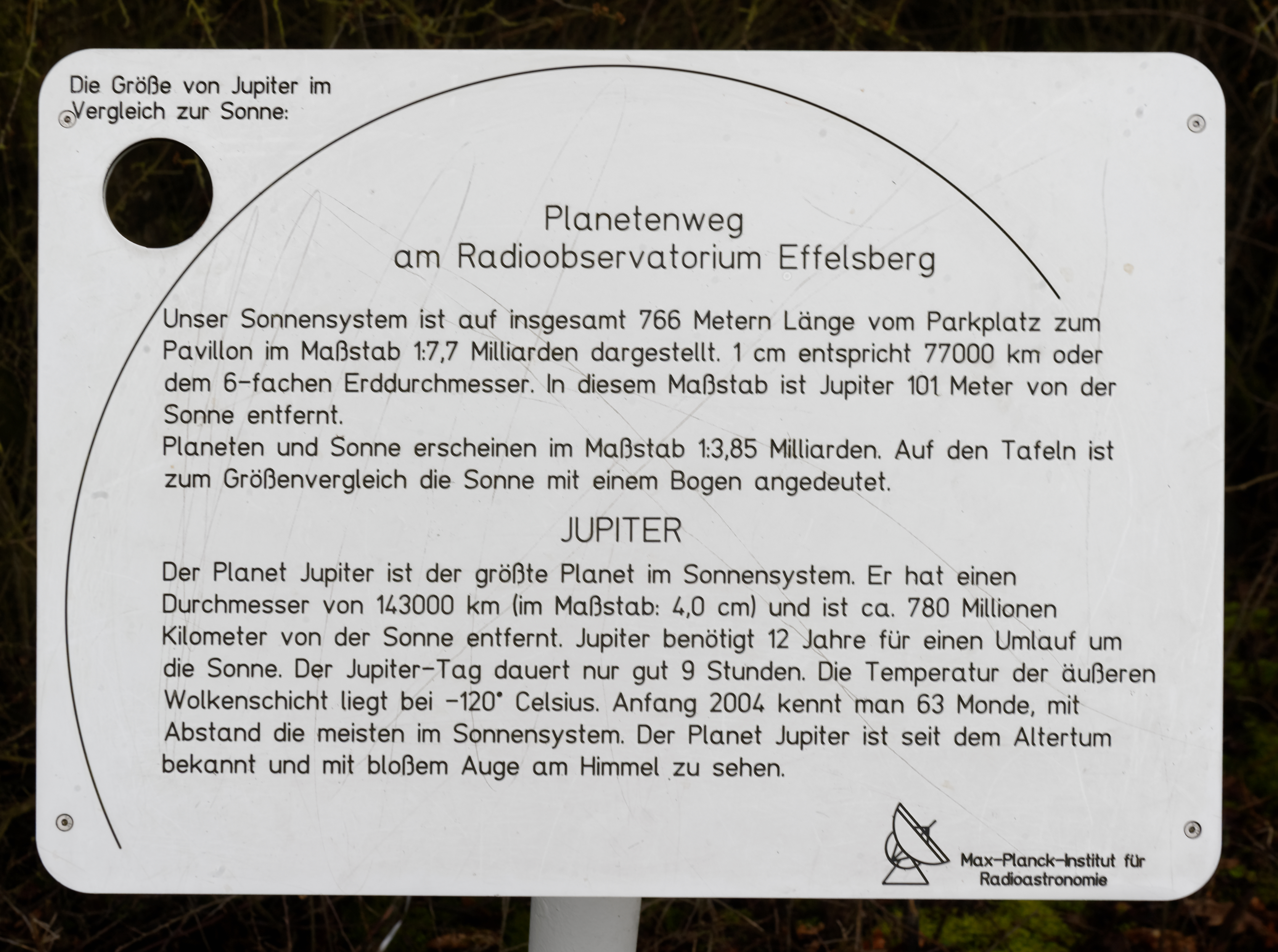
Jupiter (Planet)
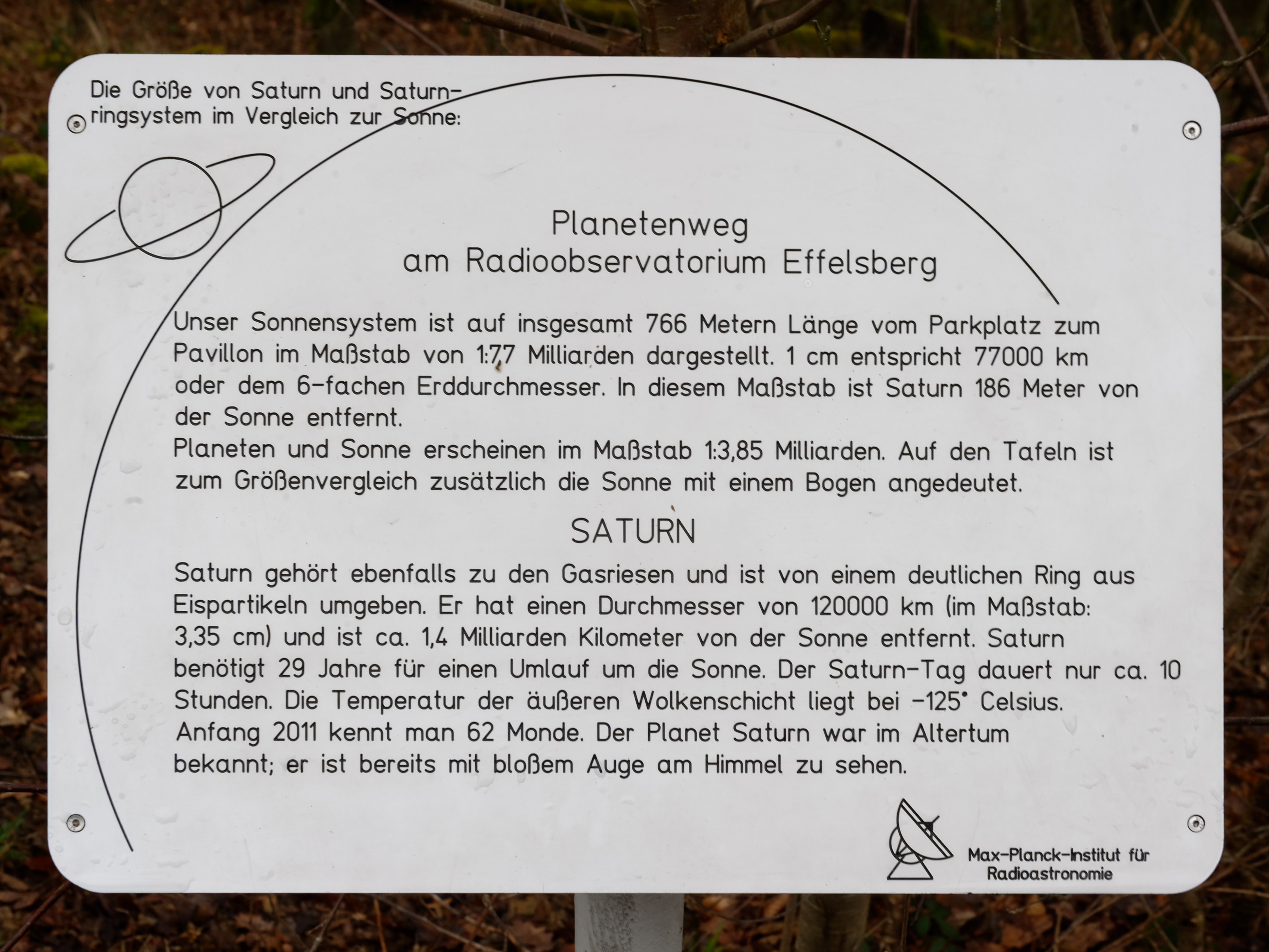
Saturn (Planet)
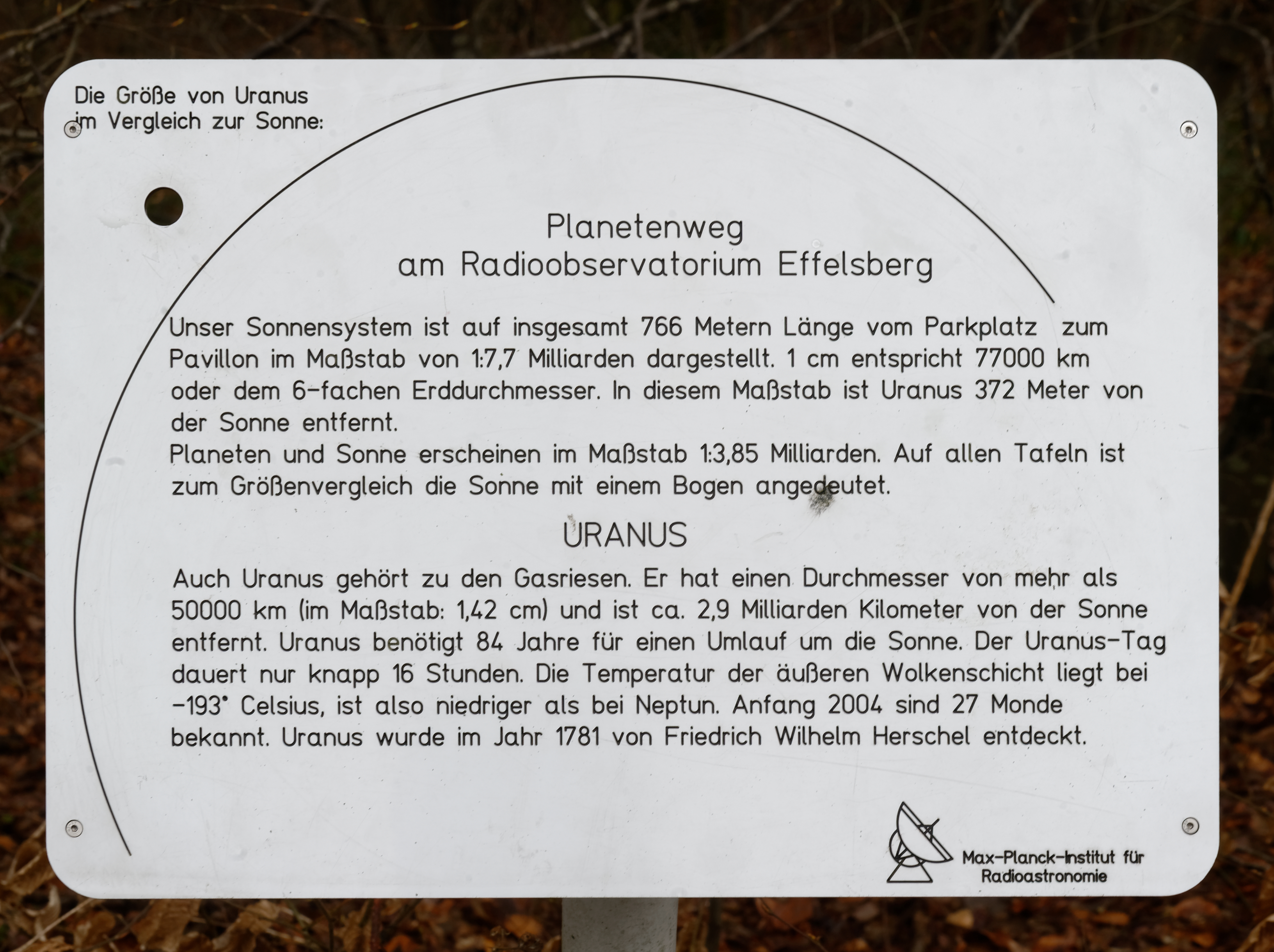
Uranus (Planet)
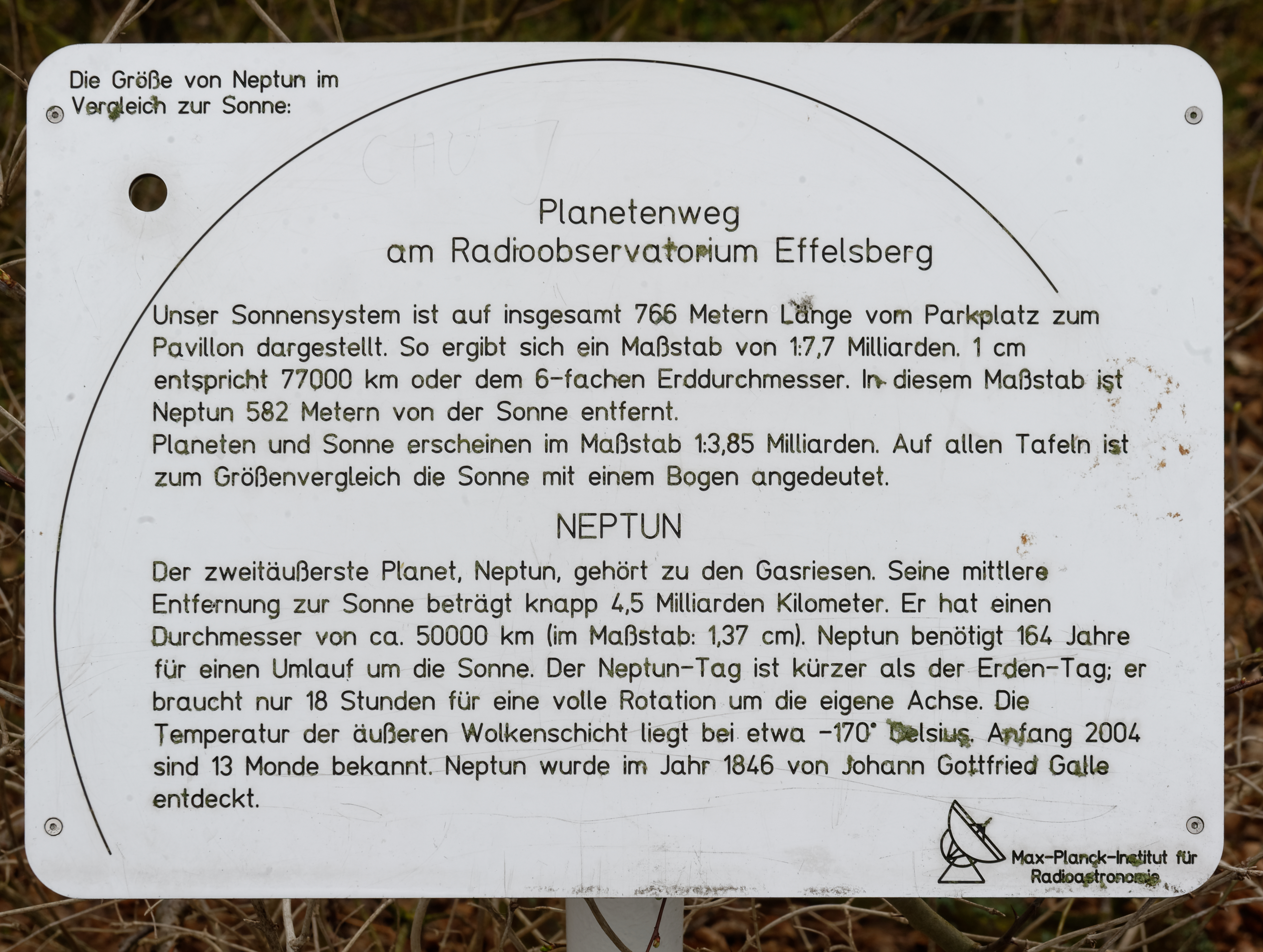
Neptun (Planet)
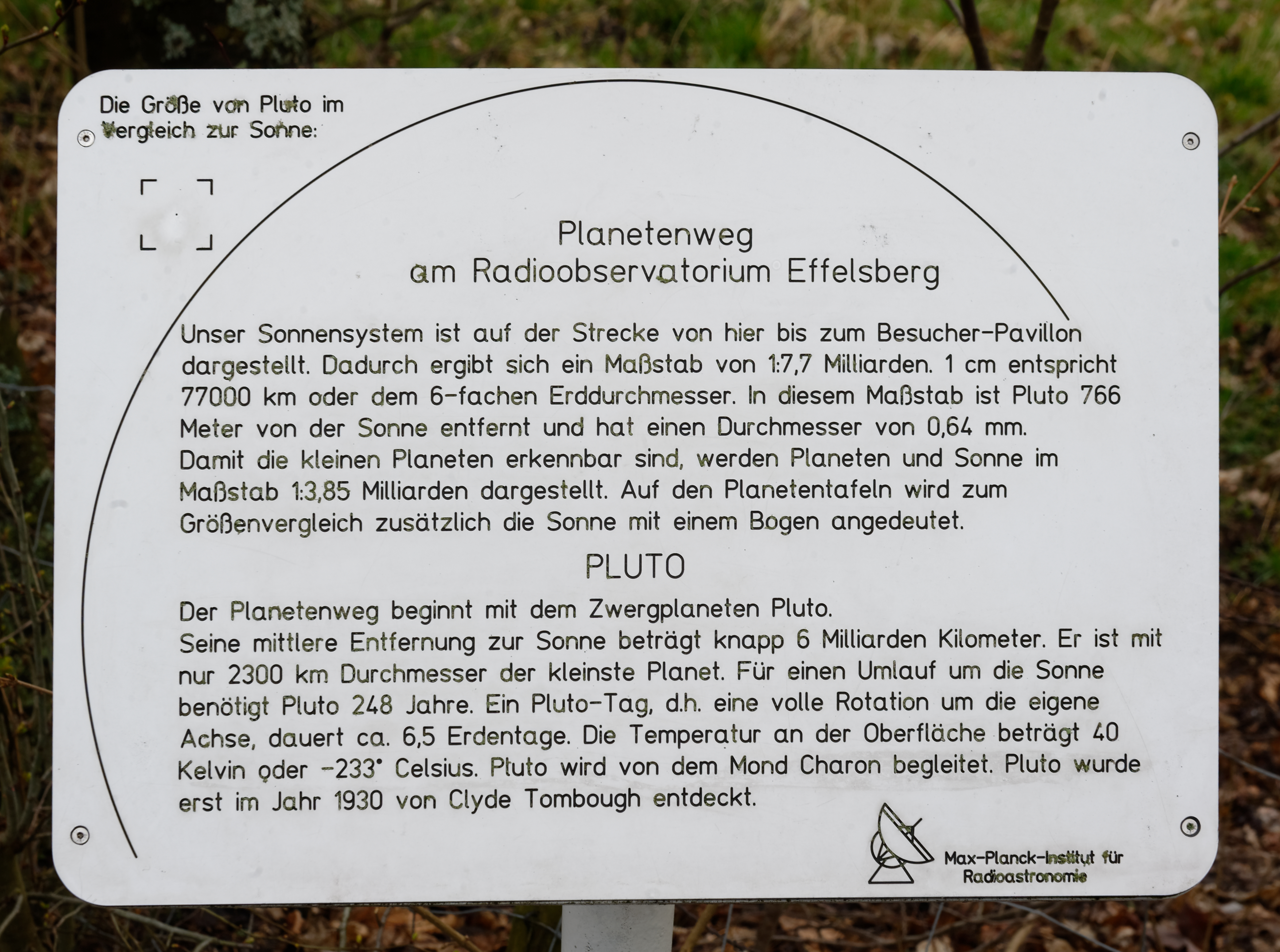
Pluto